# 일식가옥
일식가옥(日式家屋)은 대한민국의 일부 지방 도시에 간헐적으로 존재하게 되는 일제강점기 당시에 지어진 일본식 가옥으로, 일부에서는 유형문화재 또는 대한민국의 국가등록문화재로 등록되어 있다.

## 기본 정보
일제강점기(1910~1945년) 당시 한반도에 걸쳐 있었던 일본인들에 의해 건축된 일본식 가옥이다. 건설시킨 장소가 가장 많이 집중되어 있는 곳은 항구나 철도역 주변이다. 주된 특기로는 지붕에 기와를 쓰는 형태를 가지고 있다. 방을 배치하고 있는 형태는 일본의 전통 주택과 거의 동일하게 구성되어 있다는 것을 주요한 특기로 본다. 그리고 일본식 건축 비법답게 지진이 적기 때문에 수많은 건축물들이 100년 넘게 동태보전되어 있다. 아울러 거주하는 주민들의 사정이나 상황, 동향 등에 따라서는 개축할 때 벽이나 기둥 등을 제거하거나 한국형 바닥 난방 시스템을 적용하는 '온돌' 등으로 증설시켜서 개조되어 있는 가옥도 더러 있다.

## 현재 존재하는 도시
- 부산광역시
- 목포시
- 군산시

## 같이 보기
- 대한민국의 국가등록문화재
- 적산가옥